# 蠻子 (雍正進士)
明善，榜名蠻子，姓趙氏，字元復，号惺斋，正白旗蒙古人，鄉試第一百五十五名，中式雍正二年進士。
生平：
明善，曾名蛮子，雍正二年举人，字元復，号惺斋，正白旗蒙古都统苏英格佐领下人，康熙已己年（康熙二十九年）五月十二日出生。河北沧州驻防，父阁密（阁美）官苏喇章京兼防御驻防沧州，父图勒恳、祖父合昇、高祖名朗，仕元达鲁花赤镇守第五路佩金虎符。此明善亦和雍正八年进士明山（明善，那拉氏）、觉罗明善、宗室明善等混淆。明山雍正朝由理藩院主事、历官盛京刑部员外郎，乾隆初任礼部祠祭清吏司员外郎，乾隆六年顺天乡试同考官。卒于乾隆十三年前。